# Dugebrug
De Dugebrug (Chinees: 都格北盘江特大桥), ook Beipanjiangbrug is een tuibrug over de Beipan, een van de bronrivieren van de Xi Jiang. De brug bevindt zich zo'n 30 km ten zuidwesten van het centrum van Liupanshui. De brug is gelegen op de grens van de zuidelijke provincies Yunnan en Guizhou in de Volksrepubliek China.
De totale lengte van de brug is 1.340 meter, de hoogte van de twee pylonen 269 en 247 meter, de grootste overspanning 720 meter. Het brugoppervlak bevindt zich niet minder dan 565 m boven het water van de rivier in de vallei, wat de Dugebrug bij zijn ingebruikname op 29 december 2016 de brug maakt die de grootste hoogte ter wereld overspant.
De brug kostte 1 miljard yuan en de constructieperiode liep van 2011 tot 10 september 2016. De brug is onderdeel van de G56 Hangrui, een nationale autosnelweg die Hangzhou, een metropool aan de Chinese oostkust verbindt met Ruili, een grensstad aan de Chinese grens met Myanmar. Op de G56 ligt de brug tussen Qujing in Yunnan en Liupanshui in Guizhou.

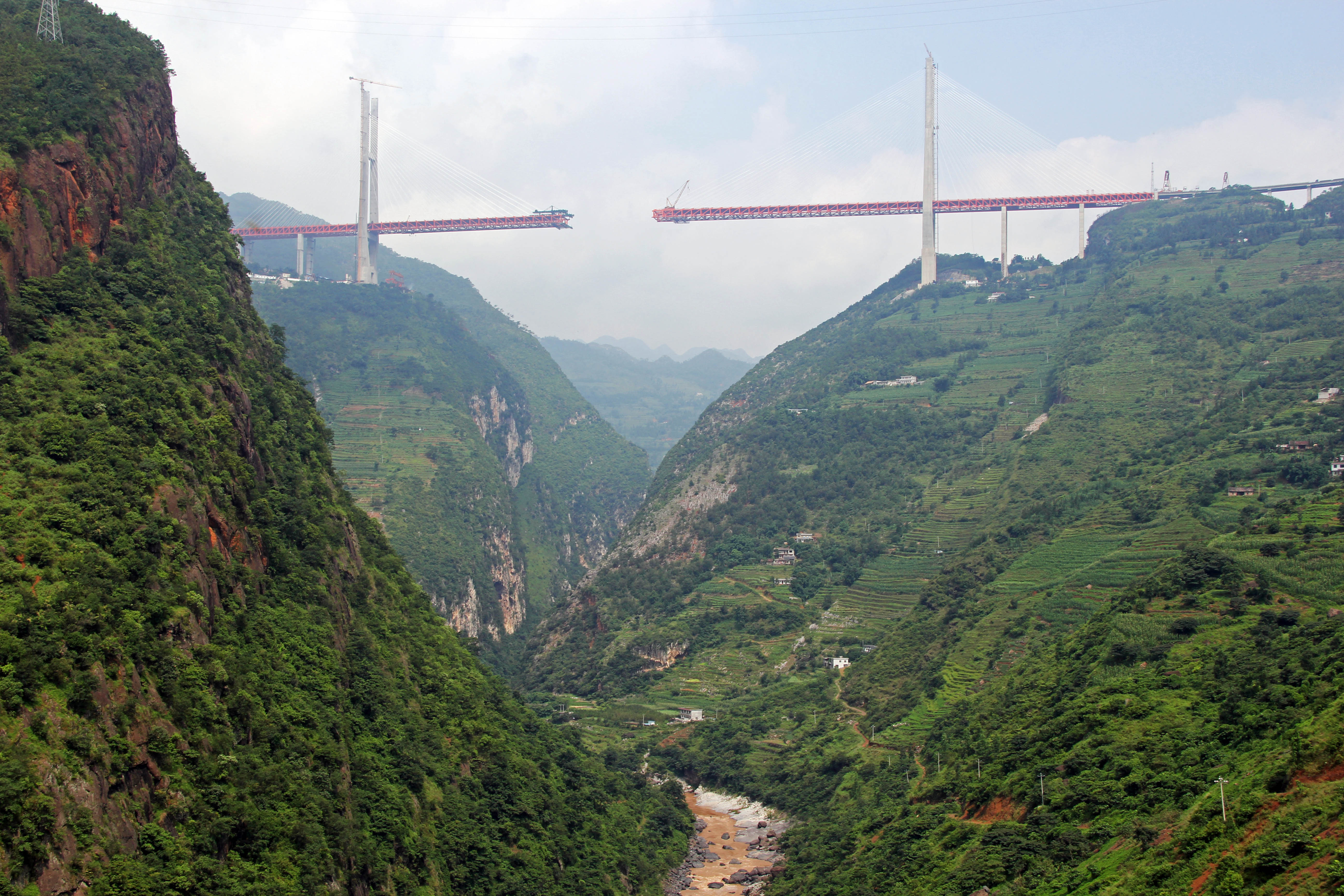
Dugebrug in aanbouw (2016)